# Sázava (Žďár nad Sázavou-i járás)
Sázava település Csehországban, a Žďár nad Sázavou-i járásban. Sázava Žďár nad Sázavou, Račín, Velká Losenice, Hamry nad Sázavou, Nížkov, Matějov, Rosička és Nové Dvory településekkel határos. Lakosainak száma 669 fő (2024. január 1.).

## Népesség
A település lakosságának változását az alábbi diagram mutatja:
| Lakosok száma | 600  | 584  | 559  | 648  | 581  | 571  | 658  | 674  | 660  | 669  |
|               | 1869 | 1890 | 1921 | 1950 | 1980 | 2001 | 2017 | 2019 | 2022 | 2024 |